# Brug 1048
Brug 1048 is een bouwkundig kunstwerk in Amsterdam-Zuidoost.
De brug werd in 1968/1969 gebouwd in de Gooiseweg, die uitgroeide tot een van de verbindingswegen tussen Amsterdam en Amsterdam-Zuidoost, daar waar ze voorheen de verbinding vormde tussen genoemde stad en Het Gooi. Zodra er sprake was van een hoofdverbindingsroute in Amsterdam-Zuidoost hield dat in de meeste gevallen direct in dat ze op een dijklichaam werd geplaatst. Dat is hier dan ook het geval. De Gooiseweg kruist hier het Strandvlietpad en een afwateringstocht bovenlangs. 
Dirk Sterenberg werkend voor de Dienst der Publieke Werken had een flinke kluif aan het ontwerpen van bruggen bij de inrichting van de nieuwe wijk. Hij kwam vaak met series relatief kleine bruggen voor voetgangers en fietsers, zoals de nabijgelegen brug 1110. Deze relatief grote brug, ontworpen in 1967, past daar qua ontwerp in het geheel niet bij.  Het viaduct, dat gebouwd is in een betonskelet, wordt gedragen door brugpijlers bekleed met betonblokken, waarop jukken zijn geplaatst die het wegdek in de breedte moeten ondersteunen. De jukken bestaan doorgaans uit slanke betonbalken dwars liggend onder het wegdek, Sterenberg koos voor brug 1048 voor grote betonnen vlakken. Het talud van het viaduct werd opgevuld met zeshoekige basaltstenen, een techniek die Sterenberg ook bij andere bruggen in Zuidoost toepaste.
De brug lag eerst kaal in het landschap. Toen bij de sanering van de nabijgelegen F-buurt rond 2003 er laagbouw tussen Florijn en de Gooiseweg werd gebouwd, werd de brug voorzien van geluidsschermen.
Conform de bestektekeningen zou er naast het viaduct nog een kunstwerk geplaatst worden op halfhoog niveau; het werd voor zover bekend nooit gebouwd.

## Galerij

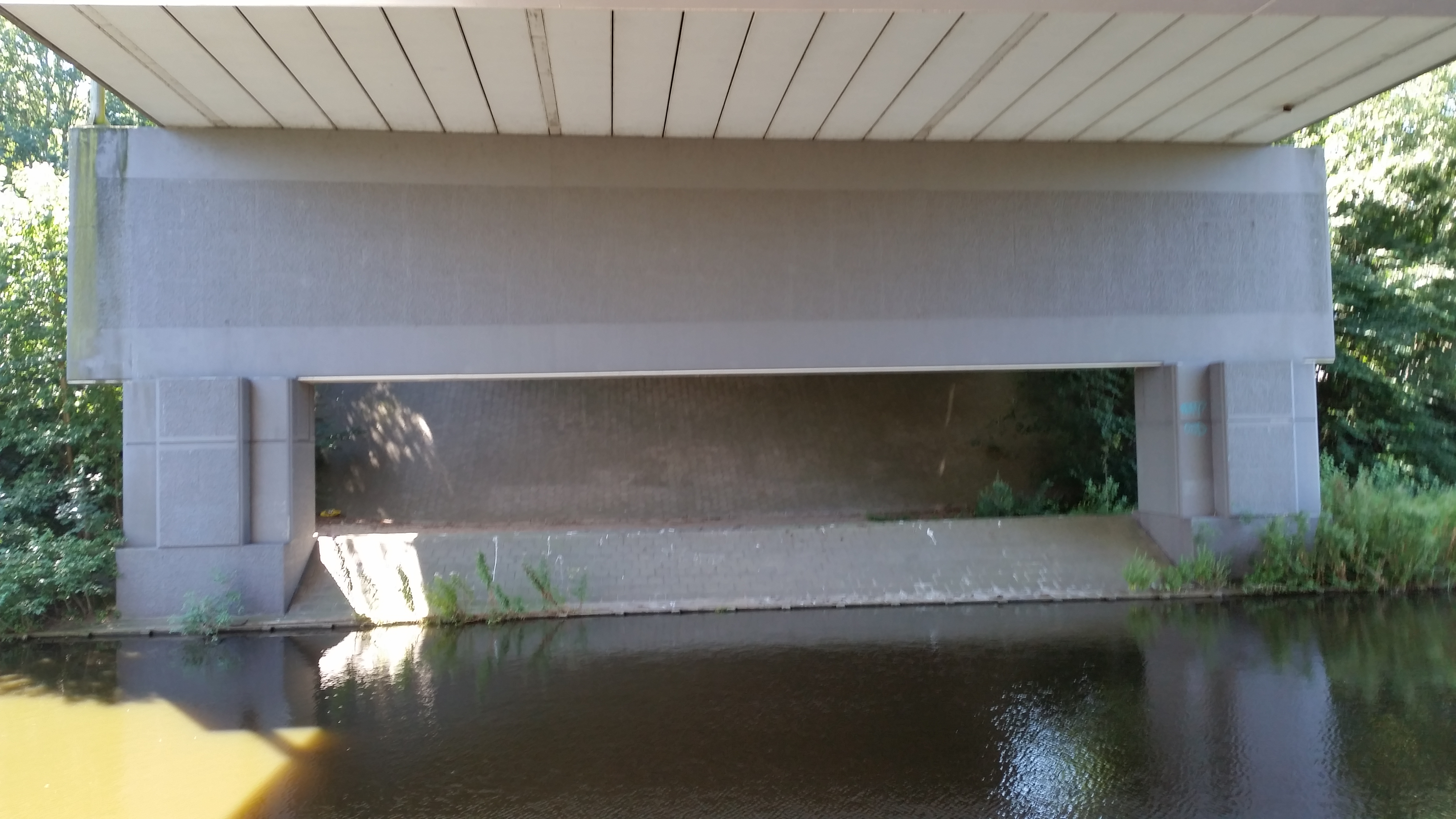
Pijlers, juk en liggers (augustus 2020)
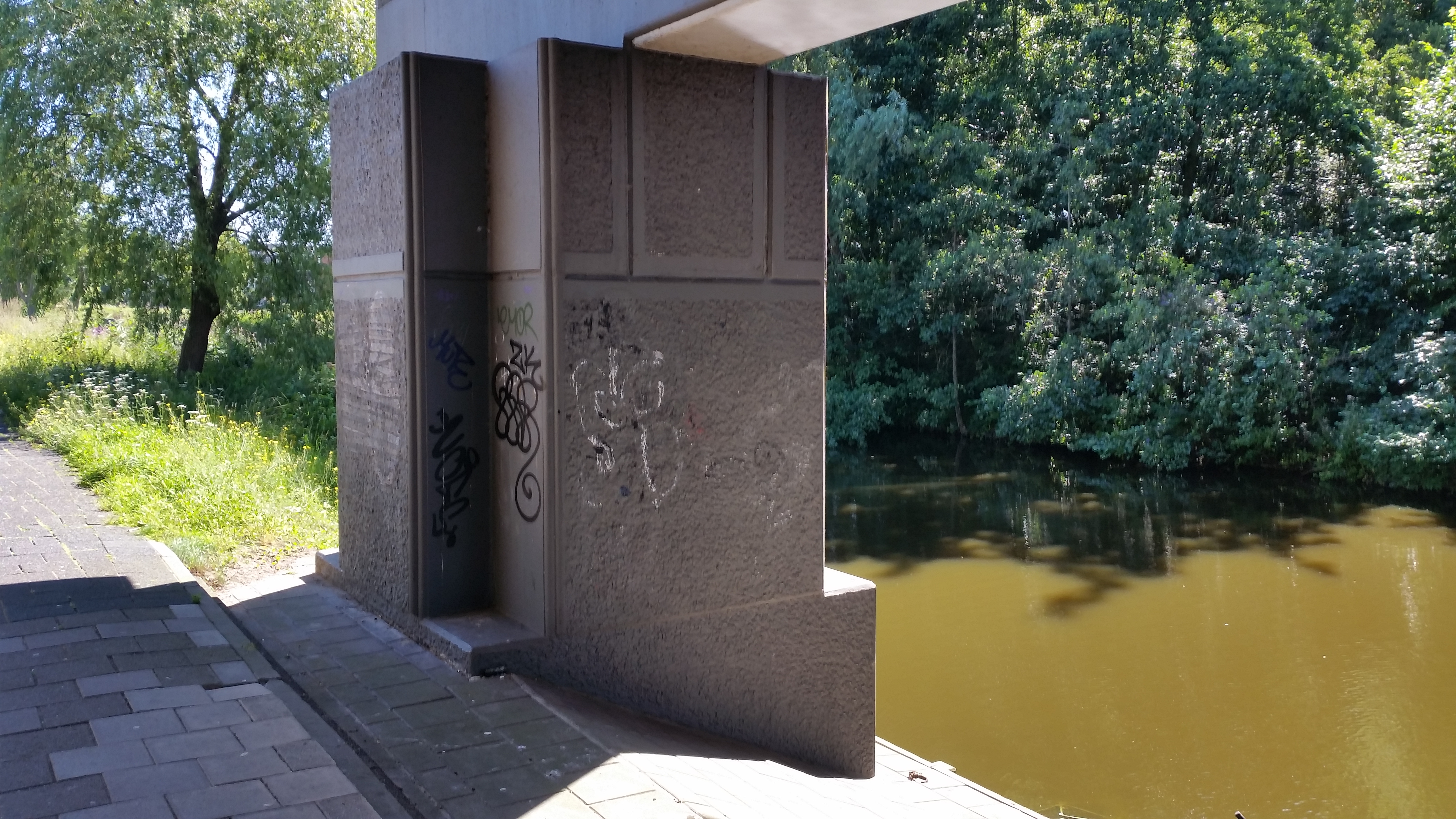
Pijler (augustus 2020)

<<< · 1000 · 1001 · 1002 · 1003 · 1004 · 1005 · 1006 · 1007 · 1008 · 1009 · 1010 · 1011 · 1012 · 1013 · 1014 · 1018 · 1028 · 1029 · 1030 · 1032 · 1033 · 1034 · 1035 · 1036 · 1037 · 1038 · 1039 · 1040 · 1041 · 1044 · 1045 · 1046 · 1048 · 1049 · 1050 · 1051 · 1062 · 1063 · 1064 · 1065 · 1066 · 1067 · 1076 · 1077 · 1078 · 1083 · 1090 · 1092 · 1093 · 1094 · 1095 · 1096 · 1097 · 1098 · 1099 · >>>
Brugnummers  1015, 1016, 1017, 1019, 1020, 1021, 1022, 1023, 1024, 1025, 1026, 1027, 1031, 1042, 1043, 1047, 1052/1053 (niet gebouwd), 1054, 1055, 1056, 1057, 1058, 1059, 1060, 1061, 1068, 1069-1075, 1079, 1080, 1081, 1082, 1084-1088, 1089 en 1091 (onbekend) zijn niet meer vergeven. De meesten daarvan zijn gesloopt in verband met sanering Zuidoost. Alle bruggen lagen en liggen in Zuidoost behalve bruggen 1000 en 1002.